# Oblast de Iaroslavl
L'oblast de Iaroslavl (en russe : Яросла́вская о́бласть, Iaroslavskaïa oblast) est un sujet fédéral de Russie (oblast) dans le district fédéral central, entouré des oblasts de Tver, de Moscou, d'Ivanovo, de Vladimir, de Kostroma et de Vologda.

## Géographie
L'oblast couvre une superficie de 36 177 km2.

### Situation

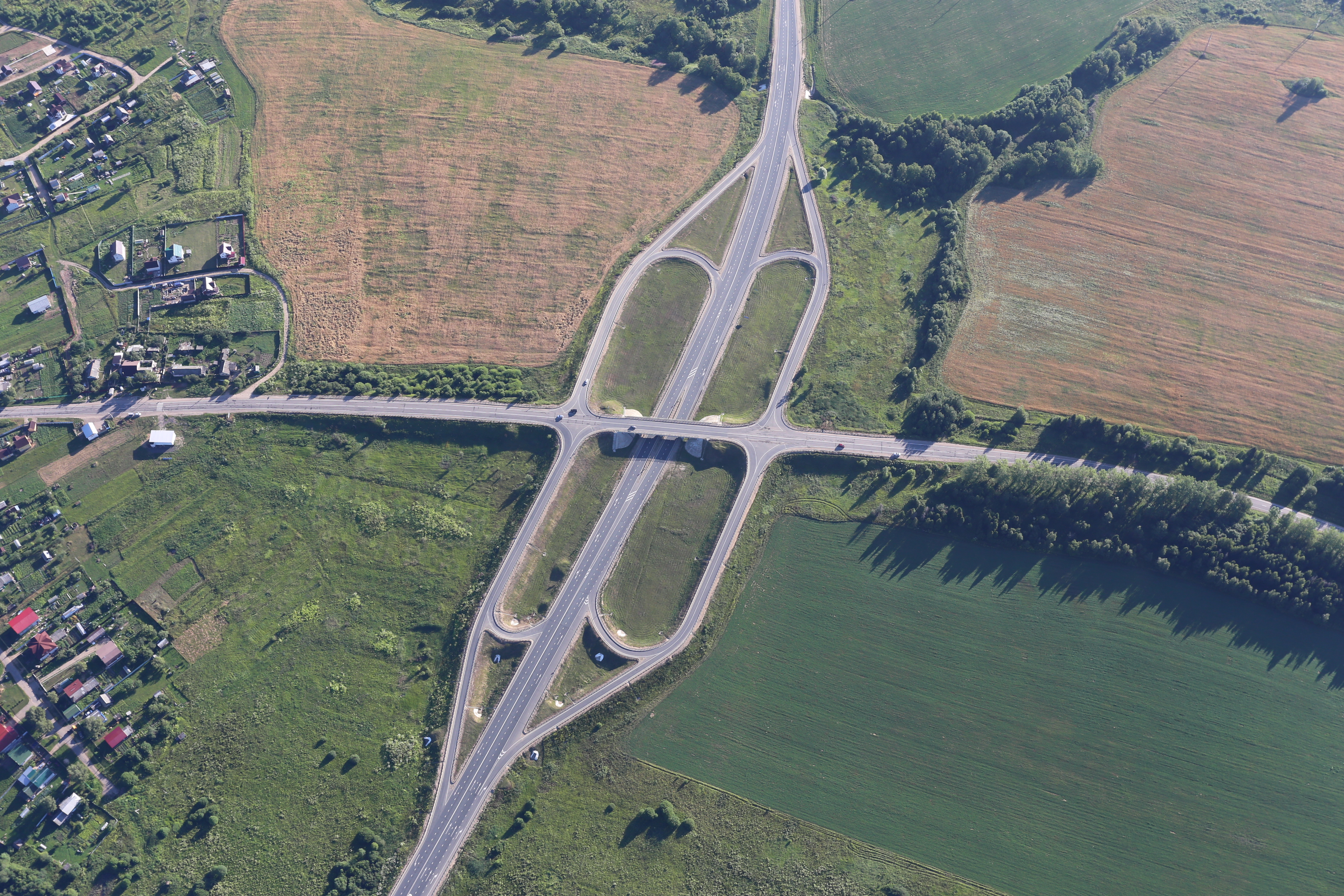
La M8 contournant Pereslavl-Zalesski.

Elle est avantagée de par sa proximité avec les villes de Moscou et de Saint-Pétersbourg. De plus, le centre administratif de l'oblast, la ville de Iaroslavl, est un carrefour d'autoroutes, de voies ferrées et de voies d'eau majeures.

## Population et société

### Démographie
| 2002      | 2016      | 2021      | - | - |
| --------- | --------- | --------- | - | - |
| 1 367 398 | 1 271 912 | 1 209 811 | - | - |

| Année | Fécondité | Fécondité urbaine | Fécondité rurale |
| ----- | --------- | ----------------- | ---------------- |
| 1990  | 1,69      | 1,60              | 2,27             |
| 1991  | 1,48      | 1,39              | 2,03             |
| 1992  | 1,28      | 1,21              | 1,68             |
| 1993  | 1,11      | 1,05              | 1,42             |
| 1994  | 1,19      | 1,12              | 1,59             |
| 1995  | 1,15      | 1,09              | 1,47             |
| 1996  | 1,10      | 1,04              | 1,40             |
| 1997  | 1,07      | 1,03              | 1,29             |
| 1998  | 1,09      | 1,03              | 1,40             |
| 1999  | 1,00      | 0,94              | 1,31             |
| 2000  | 1,05      | 1,00              | 1,31             |
| 2001  | 1,16      | 1,10              | 1,47             |
| 2002  | 1,20      | 1,14              | 1,50             |
| 2003  | 1,25      | 1,18              | 1,62             |
| 2004  | 1,29      | 1,23              | 1,63             |
| 2005  | 1,25      | 1,21              | 1,53             |
| 2006  | 1,28      | 1,21              | 1,64             |
| 2007  | 1,34      | 1,27              | 1,73             |
| 2008  | 1,40      | 1,33              | 1,79             |
| 2009  | 1,47      | 1,40              | 1,89             |
| 2010  | 1,49      | 1,41              | 1,90             |
| 2011  | 1,48      | 1,40              | 1,97             |
| 2012  | 1,60      | 1,51              | 2,13             |
| 2013  | 1,64      | 1,55              | 2,14             |
| 2014  | 1,64      | 1,55              | 2,20             |
| 2015  | 1,70      | 1,69              | 1,72             |
| 2016  | 1,71      | 1,70              | 1,75             |
| 2017  | 1,53      | 1,52              | 1,56             |
| 2018  | 1,47      | 1,45              | 1,53             |
| 2019  | 1,37      | 1,36              | 1,43             |

### Composition ethnique
En 2008, on comptait parmi la population: 98 % de nationalité russe, 1 % de nationalité ukrainienne et 0,45 % de nationalité tatare.
À noter qu'il existe une communauté yézidie de 2700 membres dans l'oblast.

## Villes principales
| Ville              | Nom russe            | Habitants (1er janvier 2016) |
| ------------------ | -------------------- | ---------------------------- |
| Iaroslavl          | Ярославль            | 606 703                      |
| Rybinsk            | Рыбинск              | 191 840                      |
| Toutaïev           | Тутаев               | 40 404                       |
| Pereslavl-Zalesski | Переславль-Залесский | 39 464                       |
| Ouglitch           | Углич                | 32 321                       |
| Rostov Veliki      | Ростов               | 30 943                       |